# Nephus redtenbacheri
Storfläckig plattdvärgpiga (Nephus redtenbacheri) är en skalbaggsart som först beskrevs av Étienne Mulsant 1846. Den ingår i släktet Nephus och familjen nyckelpigor.

## Beskrivning
Arten är en avlång, oval nyckelpiga med hårig kropp. Färgen är övervägande svart med den bakre delen av täckvingarna gulbrun. Melanistiska (helsvarta) individer förekommer. Som det svenska trivialnamnet antyder, är arten mycket liten, med en kroppslängd på omkring 2 mm.

## Utbredning
Utbredningsområdet omfattar Nord- och Mellaneuropa (inklusive Brittiska öarna men med tveksam förekomst på Island) samt vidare österut via Vitryssland, Ukraina, Moldavien och Ryssland till stora delar av Asien och Sibirien. Arten har påträffats på sydligaste Grönland, men man misstänker dock att den oavsiktligt följt med norska nybyggare. Eventuellt kan den även finnas i Nordafrika. I Sverige finns arten i hela landet utom fjällvärlden, medan den i Finland finns i södra delarna av landet upp till ungefär Södra Österbotten – Norra Karelen.

## Ekologi
Habitatet för den storfläckiga plattdvärgpigan utgörs främst av fuktiga biotoper som träsk, torvmossar, ängar, skogar i floddalar, fuktiga skogsbryn och sumpiga stränder, men den kan även förekomma i torrare miljöer som sand- och stenbrott, sandstränder, fält och ruderatmark. Arten lever i förna-, moss- och gräszonerna, längst nere vid markytan. I undantagsfall kan arten även förekomma på buskar. Födan utgörs av sköldlöss och bladlöss.